# 伊山赛提清真寺
伊山赛提清真寺，俗称“红寺”，位于新疆维吾尔自治区塔城市卫生街南端东侧，是伊斯兰教清真寺。

## 简介
伊山赛提清真寺坐标为东经82°58′40″，北纬46°45′，海拔550米。该寺是1901年由塔塔尔族吾买尔阿吉修建。该寺和寺塔的设计及建造者均为伊尼斯依提大毛拉，后来他出任该寺伊玛目。该寺宽10米，长35米，高7米，顶部是铁皮制的拱形穹庐，寺内铺设木地板，寺墙两面共设18个窗户。寺塔和院子里原有的宗教学校以及吾买尔阿吉的麻扎均已无存。
1999年7月29日，伊山赛提清真寺被公布为新疆维吾尔自治区文物保护单位。
21世纪初，胡那皮亚·哈比多拉任伊山赛提清真寺伊玛目，并同时担任政协塔城地区工委常委、塔城地区伊斯兰教协会常委。